# Brahma Kumaris

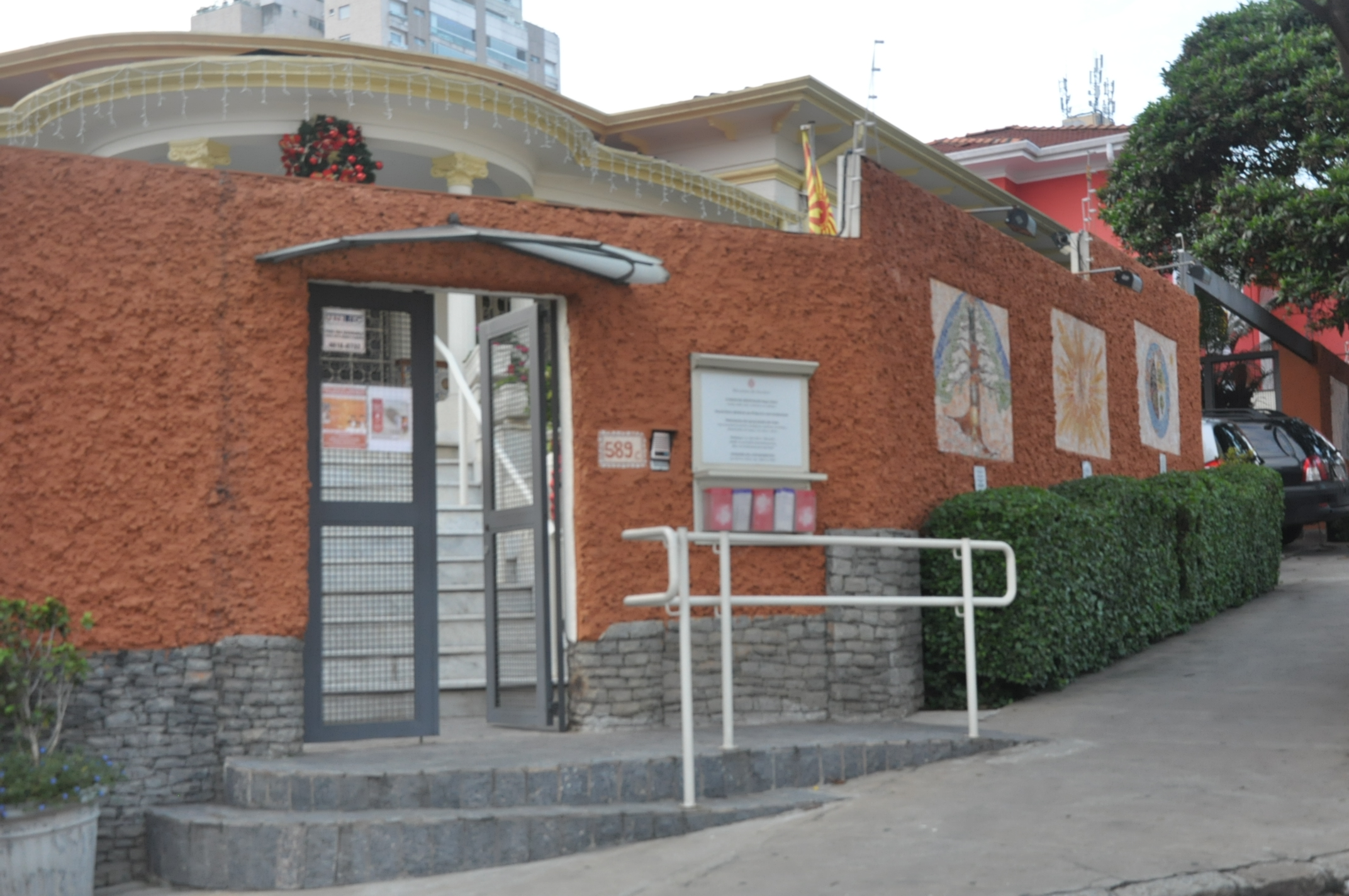
Sede nacional da Brahma Kumaris em São Paulo/SP, Brasil

A Universidade Espiritual Mundial Brahma Kumaris, conhecida no Brasil como Organização Brahma Kumaris, é uma entidade não governamental criada na Índia em 1937, com o objetivo de promover valores humanos, morais e espirituais universais.
Está presente de forma oficial em 103 países e desenvolve atividades, sem sedes, em outros 25 países. Realiza um amplo espectro de programas educativos que melhoram a qualidade de vida dos indivíduos, da família e da comunidade, independente de cor, gênero, idade e tradições políticas e religiosas.
A página "Brahma Kumaris" da Wikipédia em língua inglesa contém mais informações sobre as origens do movimento, suas crenças, e detalhes sobre as diversas críticas que lhe são feitas.

## Objetivos
O objetivo central é fomentar uma sociedade digna e livre baseada em uma cultura de valores humanos, éticos e espirituais. Na base dos trabalhos, está o reconhecimento de que bondade e espiritualidade são qualidades de todo ser humano. A Brahma Kumaris oferece uma variedade de cursos e programas educativos que trazem a cada um o cultivo e a prática dos valores como meio para desenvolver ao máximo seus recursos internos e habilidades pessoais.
Também, em nível internacional, está engajada em:
- promover os direitos humanos;
- criar uma cultura de paz, na sensibilização para a cooperação e a solidariedade,
- apoiar a integração da mulher na sociedade em todos os níveis;
- motivar a participação, bem-estar e plenitude dos idosos;
- dissolver o racismo;
- utilizar os recursos naturais do planeta de forma sustentável;
- saúde holística.

A base do estudo da Organização Brahma Kumaris é a meditação Raja Yoga. O Raja Yoga é uma linha de meditação datada de 5000 AEC.
| “ | Nossos valores guiam nossos pensamentos e nossos pensamentos são as sementes de nossas palavras e ações. Isso é tão importante que cada um deveria perguntar-se: quais são os meus valores na vida? | ” |

## História
Em 1936, alguns homens, mulheres e crianças que viviam em Hyderabad (agora parte do Paquistão), tiveram a ousadia de abraçar um novo estilo de vida, após Dada Lekrhaj (mais tarde conhecido como Brahma Baba), um respeitado e rico membro da comunidade Sidhi ter experimentado um série de visões surpreendentes que revelaram verdades espirituais sobre a natureza da alma e Deus.
Dada Lekrhaj era uma pessoa profundamente espiritual com grande inclinação aos valores espirituais, mesmo estando envolvido numa sociedade com crescente apelo a aspectos materiais. Naquele ano, o então joalheiro Dada Lekrhaj tinha sessenta anos de idade quando começou a ter notáveis experiências sobre a identidade do ser, a alma. Estas experiências começaram desde o início a marcar sua vida. Sentia um estado de paz, quietude, amor espiritual e sentimentos de irmandade. Em nenhum momento, adotou a postura dos seres "iluminados", gurus, sábios, guias espirituais etc. Proclamava que nenhum ser humano poderia interpretar o papel de Deus, que nenhum ser humano deveria apresentar-se frente aos demais como Deus. Segundo ele, Deus é "a alma suprema", o "oceano de todas as qualidades, do amor, da felicidade, da paz, da verdade, do equilíbrio".
Em 1937, o grupo inicial que havia se formado mudou-se para Karachi (agora parte do Paquistão). Brahma Baba fundou um comitê de oito mulheres (a maioria nos seus vinte anos) para administrar o que, mais tarde viria a se tornar a Universidade Espiritual Mundial Brahma Kumaris. Por 14 anos, os alunos experimentaram um treinamento intenso em todos os aspectos de uma vida espiritual baseada em vegetarianismo, celibato, não fumar nem beber álcool, e meditação regular.
Em 1950, Brahma Baba decidiu mudar a sede. Ele queria um lugar quieto e Monte Abu, conhecida por sua herança espiritual antiga, fornecia uma localização ideal, aninhada no alto das montanhas Aravali do Rajastão. Seu nome popular é "Madhuban", que significa a "Floresta de Mel".
Em 1952, dois grupos pequenos de mulheres mudaram-se para Bombaim e Délhi para abrirem os primeiros centros fora de Monte Abu. Durante os vinte anos seguintes, cerca de 400 centros da Universidade foram estabelecidos pela Índia.
Em 1971, centros permanentes foram estabelecidos no Reino Unido e em Hong Kong, que desencadearam em seguida uma expansão mundial e um crescimento consistente e progressivo, tanto geograficamente como em número de integrantes.
A OBK é uma organização internacional não governamental (ONG) com status consultivo geral no conselho econômico e social das Nações Unidas desde 1998 e no Fundo das Nações Unidas para a Infância desde 1983. Também está afiliada ao departamento de informação pública das Nações Unidas. A Brahma Kumaris provê um marco espiritual e de assessoria no contexto de sua relação com as Nações Unidas, grupos, causas e agências.
Na Índia, a Brahma Kumaris se caracteriza particularmente por seus programas de alcance comunitário para aldeias administrados pelo J. Wattammull Memorial Global Hospital and Research Center (GHRC), onde se atende a comunidade local, e em geral, todos que necessitem, estabelecido em 1991 e localizado em Monte Abu. Em 2004, a Brahma Kumaris estabeleceu um hospital especializado em oftalmologia, o G.V. Mody Rural Health Care Centre & Eye Hospital, em Abu Road. Os programas e atividades são apoiados pela Janki Foundation for Global Health Care, do Reino Unido, e a Fundação Ponto de Vida (Point of Life Foundation, POL), dos Estados Unidos.
Desde o estabelecimento da Organização, as mulheres foram inspiradas e formadas por Brahma Baba a desenvolver suas vidas e tomar papéis diretivos baseados na espiritualidade. Apesar de, nos dias atuais, haver esse maior número de mulheres em cargos de decisão, isso era algo que não se ouvia naquela época – especialmente naquela parte do mundo. Brahma Baba negava, particularmente, o conceito de que apenas os homens podiam alcançar uma vida espiritual elevada através da prática da pureza. Estes princípios diretivos continuam até os dias atuais. Qualquer pessoa, sem importar o gênero, que deseja adotar uma vida espiritual é bem-vinda. Para o indivíduo, o tema central é o estudo e a prática da meditação Raja Yoga.

## Sobre a Meditação Raja Yoga
A base do estudo da Organização Brahma Kumaris é a meditação Raja Yoga. Assim como existem formas de yoga que buscam melhorar o tônus muscular e a mobilidade do corpo físico, a Raja Yoga lida com organização, transformação e fortalecimento internos das faculdades de pensamento, decisão e traços de personalidade mais sutis.
A palavra yoga é derivada da raiz yog em sânscrito e significa "ligação", "união" ou "conexão". A palavra raja significa "soberano", "rei". Portanto, Raja Yoga significa "o rei das uniões", ou a ligação mental entre a alma humana e o "ser supremo".
O Raja Yoga que é comumente conhecido ao redor do mundo foi comparado e sistematizado por um sábio indiano, Patanjali, por volta de dois mil anos atrás. Também é conhecido como Ashtanga Yoga; isto é, o Yoga de Oito Partes, referindo-se às oito partes em que está dividido. Apesar de enfatizar que o objeto do yoga seja estabelecer a alma em sua natureza verdadeira, Patanjali atribui pouca importância ao papel principal de Deus na prática do yoga. Apesar de, em seu yoga-sutras (tratado sobre o yoga), Deus ser apresentado com um ser especial, o imortal, aquele que não nasce, o professor supremo e original, em nenhum momento Patanjali afirma que o objeto do yoga é forjar uma ligação mental com esta alma suprema. O yoga é, meramente, colocado como uma forma de concentrar e controlar as várias modificações da mente. Para ele, Deus é apenas uma dos muitos objetos possíveis da concentração.
Segundo Patanjali, duas das oito partes que desenvolvem a concentração e que são a meta do yoga são ásana (postura física) e pránáyáma (controle da respiração). Contudo, existe uma má conceituação de que, a fim de disciplinar a mente, o indivíduo tenha que, primeiro, disciplinar o corpo e controlar os sentidos. Para aqueles que praticam Rája Yoga, existe a experiência de que, ao primeiro disciplinar o vaguear da mente e estabilizar-se na consciência da verdadeira identidade do ser, automaticamente há o controle sobre os órgãos dos sentidos.
É um esforço muito pessoal, já que acontece no nível do ser interior. Assim, pode ser praticado por pessoas de qualquer convicção religiosa e até por aqueles sem nenhuma. Afinal de contas, antes de ser um cristão, budista, judeu ou muçulmano, cada um simplesmente é um ser. A meditação Raja Yoga opera no nível do ser e de seu relacionamento com Deus.
Uma das raízes possíveis da palavra "meditar" está no termo latino medire, que significa "curar". Todo o processo da meditação Raja Yoga é uma cura interna que envolve a aquisição de poder para largar tudo o que seja negativo na constituição do ser. Também significa "ser capaz de se conhecer e de dialogar consigo mesmo". Através da prática, o indivíduo torna-se capaz de falar com o ser interior e desenvolver uma ligação com o ser supremo para a cura do ser. Entende-se que não existe nenhuma fórmula mágica que possa produzir calma mental, mas é um processo de passo-a-passo com três requisitos básicos: entendimento do conhecimento espiritual, prática desse entendimento por meio da meditação e paciência para esperar que os resultados fiquem aparentes.
Para as pessoas que praticam de forma regular a meditação Raja Yoga, o estudo se divide em quatro partes ou áreas principais: conhecimento dos aspectos internos e externos da vida humana; a prática da meditação diária; a assimilação consciente das características e dos valores que fomentam um comportamento de qualidade e não-violento; servir a humanidade.
| “ | A vida é um dom. As nossas qualidades naturais, como amor, paz, felicidade e harmonia, devem ser compartilhadas com a comunidade, a família e a escola. | ” |

## Projetos Internacionais
- Só um Minuto (2006): projeto internacional que promove uma mudança pessoal e global mediante a energia de uma mente calma e pacífica começando com a experiência de apenas um minuto. É um movimento em expansão de pessoas que sentem a necessidade de fazer uma pausa e de refletir em meio ao frenético estilo de vida moderno. Também traz uma oportunidade a todas as pessoas, organizações e instituições do planeta para conectar com um futuro baseado na paz e na harmonia entre nações e religiões.
- Vozes de Paz em Movimento (2003-2004): ciclo de diálogos dedicados à Década Internacional de uma Cultura de Paz e Não Violência para as Crianças do Mundo.
- Imagens e Vozes de Esperança (1999-2007): uma iniciativa de diálogo mundial que pretende conectar e ampliar a comunidade de jornalistas, artistas e profissionais dos meios de comunicação que entendem seu trabalho na mídia como uma forma de dar à sociedade esperança para o futuro.
- Fórum Mundial de ONGs sobre o Envelhecimento (Madrid, de 5 a 9 de abril de 2002): uma delegação de 30 membros de vários países da UEMBK participou do fórum. A abordagem da Organização Brahma Kumaris se centrou no tema "Participação, Bem-estar e Plenitude".
- Ano Internacional da Cultura de Paz (2000): Brahma Kumaris é designada "Mensageira para o Manifesto 2000" pela UNESCO. BK desenvolveu atividades, oficinas e seminários para promover o entendimento do manifesto, recolhendo mais de 70 milhões de assinaturas em todo o mundo.
- Ano Internacional para as pessoas idosas (1999): "Em direção a uma sociedade para todas as idades". Foram organizados diálogos entre gerações.
- Despertar o Espírito da Dignidade Humana (1998): em comemoração ao cinquentenário da Declaração Universal dos Direitos Humanos. Como um passo adiante, para uma maior observação e prática dos direitos humanos, a iniciativa traz um entendimento e compromisso pessoal mais profundos em relação aos direitos humanos.
- Compartilhando nossos Valores por um Mundo Melhor (1994): um projeto internacional em homenagem ao 50º aniversário das Nações Unidas, com a meta de elevar a consciência dos valores mais elevados, como qualidades originais inerentes ao indivíduo.
- Cooperação Global por um Mundo Melhor (1988): projeto internacional em que participaram 129 países, teve como objetivo aumentar a comunicação e cooperação entre as nações, entre comunidades e indivíduos.
- Um Milhão de Minutos de Paz (1986): dedicado ao Ano Internacional da Paz das Nações Unidas. Foram alcançados mais de um bilhão de minutos de paz procedentes de milhares de pessoas em 88 países.